# Atlético de Bilbao 1960-1961
Questa voce raccoglie le informazioni riguardanti l'Atlético de Bilbao nelle competizioni ufficiali della stagione 1960-61.

## Stagione
Come da politica societaria la squadra è composta interamente da giocatori nati in una delle sette province di Euskal Herria o cresciuti calcisticamente nel vivaio di società basche. In primera División la squadra basca giunge sesta subendo anche un cambio di allenatore in corso. Dalla 15ª giornata Juan Antonio Ipiña  sostituisce Martim Francisco. Nella Coppa del Generalissimo al primo turno Atlético elimina l'Osasuna (sconfitta 1-0 e vittoria 2-0), agli ottavi la Real Sociedad (doppia vittoria 3-1 e 1-2), mentre ai quarti viene eliminato dal Real Madrid (doppia sconfitta 0-2 e 3-0).

## Rosa
| N. |                   | Ruolo | Calciatore            |
| -- | ----------------- | ----- | --------------------- |
|    | Spagna (bandiera) | P     | Javier Etxebarria     |
|    | Spagna (bandiera) | P     | Juan Antonio López    |
|    | Spagna (bandiera) | P     | Carmelo               |
|    | Spagna (bandiera) | D     | Jesús Renteria        |
|    | Spagna (bandiera) | D     | Sabino Aguirre        |
|    | Spagna (bandiera) | D     | Manuel González Etura |
|    | Spagna (bandiera) | D     | Ángel Sertucha        |
|    | Spagna (bandiera) | D     | José María Orúe       |
|    | Spagna (bandiera) | D     | Canito                |
|    | Spagna (bandiera) | D     | Víctor Manuel Urquijo |
|    | Spagna (bandiera) | C     | Pedro María Iturriaga |
|    | Spagna (bandiera) | C     | José Antonio Latorre  |
|    | Spagna (bandiera) | C     | José María Maguregi   |

| N. |                   | Ruolo | Calciatore           |
| -- | ----------------- | ----- | -------------------- |
|    | Spagna (bandiera) | C     | Juan María Zorriketa |
|    | Spagna (bandiera) | C     | Koldo Aguirre        |
|    | Spagna (bandiera) | C     | José María Argoitia  |
|    | Spagna (bandiera) | A     | Nicolás Mentxaka     |
|    | Spagna (bandiera) | A     | José Luis Artetxe    |
|    | Spagna (bandiera) | A     | Ignacio Uribe        |
|    | Spagna (bandiera) | A     | José Luis Areta      |
|    | Spagna (bandiera) | A     | Federico Bilbao      |
|    | Spagna (bandiera) | A     | Félix Markaida       |
|    | Spagna (bandiera) | A     | Armando Merodio      |
|    | Spagna (bandiera) | A     | Mauri                |
|    | Spagna (bandiera) | A     | Eneko Arieta         |

## Statistiche

### Statistiche dei giocatori
| Giocatore        | Primera División | Primera División | Coppa del Generalissimo | Coppa del Generalissimo | Totale   | Totale |
| Giocatore        | Presenze         | Reti             | Presenze                | Reti                    | Presenze | Reti   |
| ---------------- | ---------------- | ---------------- | ----------------------- | ----------------------- | -------- | ------ |
| S. Aguirre (II)  | 4                | 0                | 3                       | 0                       | 7        | 0      |
| J.M. Argoitia    | 3                | 0                | 0                       | 0                       | 3        | 0      |
| E. Arieta (I)    | 23               | 12               | 6                       | 2                       | 29       | 14     |
| J.L. Areta (III) | 21               | 2                | 5                       | 2                       | 26       | 4      |
| J.L. Artetxe     | 22               | 4                | 6                       | 0                       | 28       | 4      |
| F. Bilbao        | 3                | 1                | 0                       | 0                       | 3        | 1      |
| Carmelo          | 30               | -38              | 6                       | -8                      | 36       | -46    |
| Canito           | 27               | 0                | 6                       | 0                       | 33       | 0      |
| M. Etura         | 29               | 0                | 3                       | 0                       | 32       | 0      |
| J. Etxebarria    | 0                | -0               | 0                       | -0                      | 0        | -0     |
| P.M. Iturriaga   | 12               | 0                | 6                       | 1                       | 18       | 1      |
| Koldo Aguirre    | 29               | 6                | 6                       | 0                       | 35       | 6      |
| J.A. Latorre     | 7                | 1                | 1                       | 0                       | 8        | 1      |
| J.A. López       | 2                | -3               | 0                       | -0                      | 2        | -3     |
| J.M. Maguregi    | 21               | 1                | 0                       | 0                       | 21       | 1      |
| F. Markaida      | 10               | 2                | 2                       | 0                       | 12       | 2      |
| Mauri            | 24               | 2                | 3                       | 0                       | 27       | 2      |
| N. Mentxaka      | 1                | 0                | 0                       | 0                       | 1        | 0      |
| A. Merodio       | 19               | 5                | 3                       | 1                       | 22       | 6      |
| J. Renteria      | 13               | 0                | 6                       | 0                       | 19       | 0      |
| A. Sertucha      | 0                | 0                | 0                       | 0                       | 0        | 0      |
| J.M. Orué        | 19               | 0                | 2                       | 0                       | 21       | 0      |
| I. Uribe         | 8                | 2                | 0                       | 0                       | 8        | 2      |
| V.M. Urquijo     | 1                | 0                | 0                       | 0                       | 1        | 0      |
| J.M. Zorriketa   | 4                | 1                | 2                       | 1                       | 6        | 2      |